# Dessarets
Els dessarets, en realitat dassarets, (en llatí dassaretae, en grec antic Δασσαρήτιοι o també Δασσαρῖται) eren un poble il·liri del que es coneix la seva posició, ja que ocupava la gran vall que incloïa el Llac d'Okhrida i les planes de Korçë, entre aquesta ciutat i Berat, a la regió de Dassarètia. La part de l'oest del país era extraordinàriament muntanyosa, amb valls fondes per on passava el riu Apsus. Les seves fronteres tocaven amb els enqueles, els taulantis i els caons de l'Epir.
Polibi menciona les quatre tribus que formaven el poble dels dessarets, i diu que les poblacions de la rodalia del llac Licnitis (Okhrida) eren els febates, els pissantinis, els calicenis i els pirustes. Els febates vivien a l'actual vall d'Uzúmi, els pissantinis a la del Devol, els calicenis a la plana de Korçë i els pirustes vivien al nord segurament entre els pissantinis de la part baixa del Devol i el sud del llac Licnitis. Aquestos darrers van ser aliats de Roma contra el rei Genci d'Il·líria junt amb els taulantis i altres tribus il·líries del nord, segons Titus Livi.
La campanya que va dirigir Publi Sulpici Galba Màxim contra Filip V de Macedònia durant la Segona Guerra Macedònica il·lustren la geografia del país en aquella època. El general romà va marxar des d'Apol·lònia d'Il·líria a través de Dassarètia fins a Lincestis. El país li va proporcionar abundància de gra i de pastura, i va poder proveir les seves tropes mentre passava per les planes de Dassarètia. Quan es va establir la pau després de la batalla de Cinoscèfales la ciutat de Lícnidos, la seva capital, va ser lliurada a Pleurat III, rei d'Il·líria, segons diu Titus Livi, que havia lluitat sense èxit quan Filip va prendre possessió de Drassarètia.
A més de Lícnidos, la capital, hi havia altres ciutats al territori: Pelion, Berat, Crisòndion, Creònion i Geros.